# Helichrysum newii
L'Helichrysum newii (Oliv. & Hiern, 1877) è una pianta della famiglia delle Asteraceae.
È tra le poche specie botaniche che riesce a sopravvivere nella inospitale zona desertica montana del Parco nazionale del Kilimanjaro.